# Liste der Kulturdenkmäler in Ronshausen
Die folgende Liste enthält die in der Denkmaltopographie ausgewiesenen Kulturdenkmäler auf dem Gebiet  der Gemeinde Ronshausen, Landkreis Hersfeld-Rotenburg, Hessen.
Hinweis: Die Reihenfolge der Denkmäler in dieser Liste orientiert sich zunächst an Ortsteilen und anschließend der Anschrift, alternativ ist sie auch nach der Bezeichnung oder der Bauzeit sortierbar.
Kulturdenkmäler werden fortlaufend im Denkmalverzeichnis des Landes Hessen durch das Landesamt für Denkmalpflege Hessen auf Basis des Hessischen Denkmalschutzgesetzes (HDSchG) geführt. Die Schutzwürdigkeit eines Kulturdenkmals hängt nicht von der Eintragung in das Denkmalverzeichnis des Landes Hessen oder der Veröffentlichung in der Denkmaltopographie ab.

## Kulturdenkmale nach Ortsteilen

### Ronshausen
| Bild            | Bezeichnung                           | Lage                                                 | Beschreibung | Bauzeit | Daten |
| --------------- | ------------------------------------- | ---------------------------------------------------- | --- | ------- | ----- |
| Bild gesucht BW | Gesamtanlage Ronshausen               | Lage                                                 | Ronshausen wurde 1061 erstmals urkundlich erwähnt. Die Kirche ist im Kern romanisch und war der Hl. Katharina geweiht. Um 1250 hatten die Äbte von Hersfeld das Patronatsrecht inne. Im frühen 18. Jahrhundert wurde die Kirche barock mit einer Brettertonne erneuert. Der Kirchendrubbel bildet zusammen mit dem Kirchweg eine Gesamtanlage. |         |       |
| Bild gesucht BW | Wohn- und Wirtschaftsgebäude          | Am Wässerchen 1 LageFlur: 4, Flurstück: 162/7        | Zweigeschossiger Fachwerkbau, Einhaus, Wohnteil zweite Hälfte des 18. Jahrhunderts, Wirtschafteil mit massivem Stall, 19. Jahrhundert. |         |       |
| Bild gesucht BW | Wohn- und Wirtschaftsgebäude          | Am Wässerchen 5 LageFlur: 4, Flurstück: 158/5        | |         |       |
| Bild gesucht BW | Wohn- und Wirtschaftsgebäude          | An der Ulfe 6 LageFlur: 4, Flurstück: 153/1          | |         |       |
| Bild gesucht BW | Wohn- und Wirtschaftsgebäude          | Bahnhofstraße 4 LageFlur: 4, Flurstück: 88/2         | |         |       |
| Bild gesucht BW | Hofanlage                             | Bahnhofstraße 9 LageFlur: 4, Flurstück: 174/6        | |         |       |
| weitere Bilder  | Wohnhaus                              | Bahnhofstraße 10 LageFlur: 4, Flurstück: 88/2        | Ein traufseitiges Fachwerkhaus erbaut 1907 und ist auf dem Grundstück zurückgesetzt. Das Wohnhaus hat ein Satteldach, mit einseitigem Schopf. Das Dachgeschoss und der zweigeschossige Mittelrisalit mit Schmuckfachwerk im Stil des Jugendstils. Der Mittelrisalit wird mit einem Schopfwalmdach abgeschlossen. Fenster und Haustür stammen aus der Erbauungszeit. | 1907    |       |
| Bild gesucht BW | Wohnhaus                              | Bahnhofstraße 14 LageFlur: 4, Flurstück: 54/1        | Zweigeschossiger Fachwerkbau in Rähmbauweise von 1836 |         |       |
| weitere Bilder  | Hofanlage                             | Bahnhofstraße 15 LageFlur: 4, Flurstück: 199 und 200 | Eine dreiseitig umbaute Hofanlage mit einzeln stehendem Wohnhaus aus dem Jahr 1802. Alle Gebäude des Hofes haben ein behäbiges Mansarddach mit Schopf. In den 1990er Jahren wurde das Wohnhaus um einen dreistöckigen, gemittelten Vorbau mit dem Haupteingang erweitert, der das Fachwerk vom Haus wieder aufnimmt. |         |       |
| Bild gesucht BW | Hofanlage                             | Eisenacher Straße 3 LageFlur: 6, Flurstück: 97/1     | |         |       |
| weitere Bilder  | Wohnhaus                              | Eisenacher Straße 8 LageFlur: 4, Flurstück: 107/2    | Ein traufseitiges bäuerliches Wohnhaus aus dem späten 18. Jahrhundert. Es wurde an der Hauptdurchgangsstraße erbaut. Der Anbau einer Werkstatt mit eigenem Dach ist jünger. |         |       |
| weitere Bilder  | Wohnhaus, sogenanntes Biehlsches Haus | Eisenacher Straße 10 LageFlur: 4, Flurstück: 114/2   | Ein giebelständiger Fachwerkbau, der laut Ortschronik um 1750 im Ortszentrum an der Hauptdurchgangsstraße erbaut wurde. Das Fachwerk im Untergeschoss wurde später neu gesetzt. Im Jahr 1982 wurde das Haus umfangreich saniert. |         |       |
| Bild gesucht BW | Hofanlage                             | Eisenacher Straße 15 LageFlur: 5, Flurstück: 127/6   | |         |       |
| Bild gesucht BW | Ehemaliges Forsthaus                  | Hornsbachweg 2 LageFlur: 4, Flurstück: 190/2         | Zweigeschossiger Fachwerkbau in Rähmbauweise, zweite Hälfte des 19. Jahrhunderts |         |       |
| Bild gesucht BW | Wohnhaus                              | In der Spitze 1 LageFlur: 6, Flurstück: 213/106      | Zweigeschossiges Jugendstil-Gebäude mit schlichtem massivem Untergeschoss und Fachwerkobergeschoss |         |       |
| Bild gesucht BW | Wohn- und Wirtschaftsgebäude          | Kasseler Straße 11 LageFlur: 4, Flurstück: 72/5      | |         |       |
| Bild gesucht BW | Scheune                               | Kirchweg 1 LageFlur: 6, Flurstück: 104/1             | |         |       |
| Bild gesucht BW | Hofanlage                             | Mühlweg 4 LageFlur: 4, Flurstück: 125/2              | |         |       |
| Bild gesucht BW | Wohnhaus                              | Steinweg 1 LageFlur: 4, Flurstück: 47/1              | |         |       |
| weitere Bilder  | Evangelische Pfarrkirche              | Unter der Linde 5 LageFlur: 6, Flurstück: 37/1       | Die etwa 800-jährige Kirche ist im Kern ein romanischer Sakralbau. Der Chorturm wird in das beginnende 13. Jahrhundert datiert und weist mit seinen rundbogigen Schallöffnungen romanische Stilelemente auf. Die Kirche war vor der Reformation der Heiligen Katharina geweiht. Das romanische Kirchenschiff wurde im Jahr 1715 umgebaut. Der Innenraum wurde mit einer dreiseitigen Empore ausgestattet und die Decke wurde mit einer Brettertonne versehen. Sie wurde 1719 von Joh. Kaufuld mit reicher bäuerlicher Barockmalerei verziert. Die derzeitige Turmhaube erhielt der Turm im Jahr 1804. Der Chorraum wurde im Jahr 1900 im Stil der Neugotik, mit Kreuzgratgewölbe, Apsis und Südfenster umgebaut. |         |       |
| Bild gesucht BW | Hofanlage                             | Unterm Berg 6 LageFlur: 6, Flurstück: 9/4            | |         |       |
| Bild gesucht BW | Hofanlage                             | Zum Schellenberg 6 LageFlur: 6, Flurstück: 55/5      | |         |       |
| Bild gesucht BW | Hofanlage                             | Hof Faßdorf LageFlur: 22, Flurstück: 9/1             | |         |       |